# Unibroue
Unibroue est une brasserie d'origine québécoise fondée en 1990.

## Historique
En 1990, deux hommes d'affaires québécois, Serge Racine (propriétaire de Shermag) et André Dion, deviennent actionnaires majoritaires de la Brasserie Massawippi, située à Lennoxville (Estrie). Pour distribuer les produits de cette brasserie, ils fondent Unibroue. La Brasserie Massawippi devient une filiale d'Unibroue en 1992 et change son nom définitivement en 1993.
En 1992, la brasserie fait appel à un brasseur belge, Gino Vantieghem, pour créer une nouvelle bière : la Blanche de Chambly. Ce sera le point de départ d'une importante croissance, car ses produits s'inscrivent dans la nouvelle tendance québécoise de boire des bières de microbrasseries.
La même année, le chanteur Robert Charlebois - qui apprécie beaucoup le goût de ces bières - fait une proposition aux propriétaires. En échange de publicité faite lors de ses spectacles, les propriétaires lui cèdent 20 % des actions de l'entreprise. Selon les dires de Serge Racine, ce sera une entente profitable pour les deux parties.
En 1993, Unibroue quitte Lennoxville pour la ville de Chambly, en Montérégie.
Vers 1994, l'entreprise commence à exporter sa production au Canada, puis vers la France et les États-Unis. De 1995 à 1996, elle multiplie par six sa capacité de production, passant à 180 000 hectolitres de bières. En 1996, elle diversifie son marché européen en vendant sa production en Belgique, en Allemagne et en Suisse.
Le 30 juin 2004, Sleeman Breweries Ltd. achète la compagnie pour 36,5 millions de dollars. En octobre 2006, Sleeman est acheté pour 400 millions de dollars par le groupe japonais Sapporo.
En septembre 2016, Unibroue et Dave Mustaine, leader du groupe Megadeth (fameux groupe de metal) annoncent le lancement d'une nouvelle bière : À tout le monde ale.

## Embouteillage
Unibroue est la première brasserie au Québec qui distribua une partie de ses produits dans des bouteilles de 750 ml bouchées avec du liège. Une autre innovation de la brasserie a été la refermentation des bières en bouteille, permettant ainsi de prolonger la durée de vie des bières sur les tablettes.

## Les bières
1. 10 (10 %)
2. 11 (11 %)
3. 15 (10 %)
4. 16 (10 %)
5. 17 (10 %) (17 Grande Réserve)
6. 1837 (7 %)
7. À tout le monde Ale (4,5 %), développée avec Dave Mustaine, leader du groupe de thrash metal Megadeth , lancée le jour de son anniversaire[6]
8. Autre Chose IPA à la Pêche (6 %)
9. Blanche de Chambly (5 %)
10. Blonde de Chambly (5 %)
11. Blonde de l’Enfer (10,5 %)
12. Bolduc (5 %)
13. Carnaval de Québec 2006 (5 %)
14. Cerezo (7,5 %)
15. Don de Dieu (9 %)
16. Eau bénite (7,7 %)
17. Édition 2004 (10,5 %)
18. Édition 2005 (10 %)
19. Éphémère Original (5,5 %)
20. Éphémère Canneberge (5,5 %)
21. Éphémère Pomme (5,5 %)
22. Éphémère Pêche (5,5 %)
23. Éphémère Cassis (5,5 %)
24. Éphémère Framboise (5,5 %)
25. Éphémère Cerise (5,5 %)
26. Éphémère Poires (5,5 %)
27. Éphémère Bleuet (5,5 %)
28. Éphémère Sureau (5,5%)
29. Éphémère Fraise & Rhubarbe (5,5%)
30. Fleurdelysée (6,2 %)
31. Fringante (10 %)
32. Gaillarde (5 %)
33. Irrésistible blonde (7 %)
34. Irrésistible brune (7,5 %)
35. Kamouraska (6 %)
36. La Bolduc (5 %)
37. La Fin du monde (9 %)
38. La Résolution (10%)
39. Lune de miel (8 %)
40. Marie-Clarisse (6 %)
41. Maudite (8 %)
42. Noire de Chambly (6,2 %)
43. Quatre-Centième (7,5 %)
44. Quelque Chose (8 %)
45. Raftman (5,5 %)
46. St-Hubert (6,5 %)
47. Terrible (10,5 %)
48. Trois Pistoles (9 %)
49. U Blonde (anciennement U) (5 %)
50. U Rousse (anciennement U2) (5 %)
51. U Miel (5 %)
52. Sans-nom(9 %)
53. Seigneuriale (7,5 %)